# Бромид селена
Бромид селена — бинарное неорганическое соединение
селена и брома
с формулой Se2Br2,
тёмно-красная маслянистая гигроскопичная жидкость с неприятным запахом,
не растворяется в воде.

## Получение
- Медленное добавление брома к суспензии селена в сероуглероде:

{\displaystyle {\mathsf {2Se+Br_{2}\ {\xrightarrow {}}\ Se_{2}Br_{2}}}}
- Добавление к свежеприготовленному раствору бромистого водорода диоксида селена и селена:

{\displaystyle {\mathsf {3Se+SeO_{2}+4HBr\ {\xrightarrow {}}\ 2Se_{2}Br_{2}+2H_{2}O}}}

## Физические свойства
Бромид селена образует тёмно-красную, почти чёрную, маслянистую гигроскопичную жидкость с неприятным запахом.

## Химические свойства
- На воздухе медленно разлагается с выделением брома.

- При нагревании вначале выделяет бром, затем тетрабромид селена.

## Физиологические свойства
Как и другие соединения селена, монобромид селена (SeBr) явно ядовит. Сильнейший неорганический яд. ПДК = 0,1 мг/м³.